# Get Down
Get Down är en poplåt skriven och framförd av Gilbert O'Sullivan. Låten utgavs som singel i mars 1973 och medtogs senare på studioalbumet I'm a Writer Not a Fighter. Låten kan först tyckas handla om en hund, vars ägare säger åt den att inte hoppa mot denne, men låten visar sig handla om en ovanligt klängig kvinna.

## Listplaceringar
| Lista (1973)   | Position              |
| -------------- | --------------------- |
| Australien     | 4 (Go Set)            |
| Danmark        | 1 (DR "Tipparaden")   |
| Finland        | 22                    |
| Frankrike      | 8                     |
| Irland         | 1                     |
| Kanada         | 3 (RPM)               |
| Nederländerna  | 3                     |
| Norge          | 4 (VG-lista)          |
| Nya Zeeland    | 7 (NZ Listner)        |
| Schweiz        | 2                     |
| Spanien        | 3                     |
| Storbritannien | 1 (UK Singles Chart)  |
| Sverige        | 14 (Kvällstoppen)     |
| Sverige        | 2 (Tio i topp)        |
| USA            | 7 (Billboard Hot 100) |
| Västtyskland   | 1                     |
| Österrike      | 3                     |